# Geranium pylzowianum
Geranium pylzowianum är en näveväxtart som beskrevs av Carl Maximowicz. Geranium pylzowianum ingår i släktet nävor, och familjen näveväxter. Inga underarter finns listade i Catalogue of Life.